# Dag Schjelderup-Ebbe
Dag Schjelderup-Ebbe (* 10. Dezember 1926 in Oslo; † 1. Februar 2013 ebenda) war ein norwegischer Musikforscher, Komponist und Herausgeber von Werken des norwegischen Komponisten Edvard Grieg (1843–1907). Er war der Sohn des norwegischen Zoologen Thorleif Schjelderup-Ebbe.

## Werke
- Ungdomsskeppet, 1969
- Suite for young people, piano, 1973
- Canzonetta für Klarinette in B und Klavier, 1974
- Eight easy piano pieces, 1974
- 4 Capricci for akkordeon eller piano, 1977
- Stev for blandet kor, 1978
- Ord er som årer i fjell, 1978
- Humoreske for horn og klaver, 1979
- Humoreske for fløyte solo, 1996